# Sofia Panina
Sofia Panina, född 1871, död 1956, var en rysk politiker. Hon var vice minister för välfärd och utbildning i Rysslands provisoriska regering 1917. Hon var Rysslands och världens första kvinnliga minister.
Panina var sondotter till justitiminister greve Viktor Panin.